# Embaixada da Ucrânia no Reino da Bélgica
A Embaixada da Ucrânia no Reino da Bélgica é a missão diplomática da Ucrânia no Reino da Bélgica; tem sede em Bruxelas, Bélgica.

## História
Após a proclamação da independência da Ucrânia em 24 de agosto de 1991, a Bélgica reconheceu a Ucrânia em 31 de dezembro de 1991. Em 10 de março de 1992, as relações diplomáticas foram estabelecidas entre a Ucrânia e a Bélgica. O Grão-Ducado do Luxemburgo reconheceu a independência da Ucrânia juntamente com outros países da UE em 31 de dezembro de 1991. As relações diplomáticas entre os dois países foram estabelecidas no dia 1 de julho de 1992.

## Embaixadores
| N  | Mandato     | Embaixador                 |
| -- | ----------- | -------------------------- |
| 1  | 1918        | Dmytro Levytsky            |
| 2  | (1919-1921) | Yakovliv Andriy Ivanovych  |
| 3  | 1992-1995   | Volodymyr Vasylenko        |
| 4  | 1995–1998   | Borys Tarasyuk             |
| 5  | 1998-2000   | Kostyantyn Hryshchenko     |
| 6  | 2000–2005   | Volodymyr Khandohiy        |
| 7  | 2005–2008   | Koval Jaroslav Hryhorovych |
| 8  | 2008–2010   | Bersheda Yevgen Romanovych |
| 9  | 2010–2015   | Ihor Dolhov                |
| 10 | 2016-       | Mykola Tochytskyi          |